# Marie Louise Olde
Marie Louise Olde, född Klingvall 29 juni 1860 i Visby stadsförsamling, Gotlands län, död 14 juli 1942 i Halmstads församling, Hallands län, var en svensk lokalpolitiker (Reformpartiet i Marstrand). 

## Biografi
Olde blev 1911 en av de första 37 kvinnliga stadsfullmäktige i Sverige, och den första kvinnliga ledamoten i Marstrands stadsfullmäktige. 
År 1884 gifte hon sig med handlaren Carl Olde (död 1891). Hon blev 1901 föreståndare för telegrafstationen i Marstrand. 